# Гнуц
Гнуц (њем. Gnutz) општина је у њемачкој савезној држави Шлезвиг-Холштајн. Једно је од 165 општинских средишта округа Рендсбург. Према процјени из 2010. у општини је живјело 1.177 становника. Посједује регионалну шифру (AGS) 1058059.

## Географски и демографски подаци
Гнуц се налази у савезној држави Шлезвиг-Холштајн у округу Рендсбург. Општина се налази на надморској висини од 24 метра. Површина општине износи 22,9 km². У самом мјесту је, према процјени из 2010. године, живјело 1.177 становника. Просјечна густина становништва износи 51 становника/km².